# Go Ahead Eagles 2013-2014

## Stagione

### Rosa
Rosa aggiornata al 1º luglio 2013.
| N. |                        | Ruolo | Calciatore               |
| -- | ---------------------- | ----- | ------------------------ |
| 1  | Paesi Bassi (bandiera) | P     | Eloy Room                |
| 2  | Paesi Bassi (bandiera) | D     | Mawouna Amevor           |
| 3  | Paesi Bassi (bandiera) | D     | Bart Vriends             |
| 4  | Paesi Bassi (bandiera) | D     | Jop van der Linden       |
| 5  | Paesi Bassi (bandiera) | D     | Xandro Schenk            |
| 6  | Paesi Bassi (bandiera) | C     | Sjoerd Overgoor          |
| 7  | Paesi Bassi (bandiera) | A     | Jarchinio Antonia        |
| 8  | Turchia (bandiera)     | C     | Deniz Türüç              |
| 9  | Paesi Bassi (bandiera) | A     | Marnix Kolder (capitano) |
| 10 | Paesi Bassi (bandiera) | C     | Jeffrey Rijsdijk         |
| 11 | Paesi Bassi (bandiera) | A     | Xander Houtkoop          |
| 12 | Paesi Bassi (bandiera) | D     | Doke Schmidt             |
| 15 | Paesi Bassi (bandiera) | D     | Joeri Schroijen          |
| 16 | Paesi Bassi (bandiera) | P     | Erik Cummins             |

| N. |                        | Ruolo | Calciatore              |
| -- | ---------------------- | ----- | ----------------------- |
| 17 | Paesi Bassi (bandiera) | C     | Erik Falkenburg         |
| 18 | Paesi Bassi (bandiera) | C     | Lars Lambooij           |
| 19 | Paesi Bassi (bandiera) | A     | Guyon Philips           |
| 20 | Paesi Bassi (bandiera) | C     | Joran Pot               |
| 21 | Paesi Bassi (bandiera) | A     | Joey Godee              |
| 22 | Paesi Bassi (bandiera) | P     | Patrick ter Mate        |
| 23 | Paesi Bassi (bandiera) | C     | Tom Oostinjen           |
| 24 | Paesi Bassi (bandiera) | D     | Joost Krijns            |
| 25 | Paesi Bassi (bandiera) | A     | Maurice de Ruiter       |
| 26 | Paesi Bassi (bandiera) | A     | Teije ten Den           |
| 27 | Paesi Bassi (bandiera) | A     | Omar Kavak              |
| 28 | Paesi Bassi (bandiera) | C     | Kevin Spanjaard         |
| 29 | Paesi Bassi (bandiera) | D     | Michel Gerritsen Mulkes |
| 30 | Paesi Bassi (bandiera) | P     | Ruben Lucas             |
|    | Paesi Bassi (bandiera) | D     | Ridgeciano Haps         |

## Risultati

### Campionato

#### Girone di andata
| 4 agosto 2013, ore 14:30 1ª giornata | Utrecht | 1 – 1 | Go Ahead Eagles |  |

| 10 agosto 2013, ore 19:45 2ª giornata | Go Ahead Eagles | 2 – 1 | ADO Den Haag |  |

| 17 agosto 2013, ore 18:45 3ª giornata | PSV | 3 – 0 | Go Ahead Eagles |  |

| 25 agosto 2013, ore 12:30 4ª giornata | Go Ahead Eagles | 3 – 3 | Groningen |  |

| 31 agosto 2013, ore 19:45 5ª giornata | RKC Waalwijk | 1 – 4 | Go Ahead Eagles |  |

| 15 settembre 2013, ore 14:30 6ª giornata | AZ Alkmaar | 3 – 0 | Go Ahead Eagles |  |

| 20 settembre 2013, ore 20:00 7ª giornata | Go Ahead Eagles | 0 – 0 | Cambuur |  |

| 28 settembre 2013, ore 20:45 8ª giornata | Ajax | 6 – 0 | Go Ahead Eagles |  |

| 5 ottobre 2013, ore 19:45 9ª giornata | Go Ahead Eagles | 4 – 3 | N.E.C. |  |

| 19 ottobre 2013, ore 18:45 10ª giornata | Go Ahead Eagles | 2 – 2 | Feyenoord |  |

| 26 ottobre 2013, ore 19:45 11ª giornata | NAC Breda | 5 – 0 | Go Ahead Eagles |  |

| 4 dicembre 2013, ore 20:45 12ª giornata | Go Ahead Eagles | 1 – 1 | Heracles Almelo |  |

| 9 novembre 2013, ore 18:45 13ª giornata | Roda JC | 1 – 4 | Go Ahead Eagles |  |

| 24 novembre 2013, ore 14:30 14ª giornata | Go Ahead Eagles | 0 – 3 | Vitesse |  |

| 30 novembre 2013, ore 19:45 15ª giornata | Heerenveen | 3 – 1 | Go Ahead Eagles |  |

| 8 dicembre 2013, ore 14:30 16ª giornata | Go Ahead Eagles | 4 – 1 | PEC Zwolle |  |

| 14 dicembre 2013, ore 20:45 17ª giornata | Twente | 3 – 1 | Go Ahead Eagles |  |

#### Girone di ritorno
| 22 dicembre 2013, ore 14:30 18ª giornata | Go Ahead Eagles | 2 – 1 | Utrecht |  |

| 19 gennaio 2014, ore 14:30 19ª giornata | Cambuur | 2 – 0 | Go Ahead Eagles |  |

| 26 gennaio 2014, ore 14:30 20ª giornata | Go Ahead Eagles | 0 – 1 | Ajax |  |

| 2 febbraio 2014, ore 14:30 21ª giornata | N.E.C. | 1 – 1 | Go Ahead Eagles |  |

| 5 febbraio 2014, ore 19:45 22ª giornata | Go Ahead Eagles | 2 – 2 | RKC Waalwijk |  |

| 8 febbraio 2014, ore 19:45 23ª giornata | Go Ahead Eagles | 2 – 1 | AZ Alkmaar |  |

| 16 febbraio 2014, ore 14:30 24ª giornata | Groningen | 1 – 0 | Go Ahead Eagles |  |

| 21 febbraio 2014, ore 20:00 25ª giornata | ADO Den Haag | 3 – 2 | Go Ahead Eagles |  |

| 1 marzo 2014, ore 19:45 26ª giornata | Go Ahead Eagles | 2 – 3 | PSV |  |

| 9 marzo 2014, ore 14:30 27ª giornata | Go Ahead Eagles | 1 – 0 | Twente |  |

| 16 marzo 2014, ore 14:30 28ª giornata | PEC Zwolle | 2 – 0 | Go Ahead Eagles |  |

| 2 aprile 2014, ore 18:45 29ª giornata | Go Ahead Eagles | 2 – 1 | NAC Breda |  |

| 30 marzo 2014, ore 12:30 30ª giornata | Feyenoord | 5 – 0 | Go Ahead Eagles |  |

| 5 aprile 2014, ore 20:45 31ª giornata | Heracles Almelo | 1 – 2 | Go Ahead Eagles |  |

| 12 aprile 2014, ore 18:45 32ª giornata | Go Ahead Eagles | 0 – 2 | Heerenveen |  |

| 27 aprile 2014, ore 14:30 33ª giornata | Vitesse | 2 – 2 | Go Ahead Eagles |  |

| 3 maggio 2014, ore 18:45 34ª giornata | Go Ahead Eagles | 0 – 1 | Roda JC |  |